# Leandro Bacuna
Leandro Bacuna (Groningen, 21 augustus 1991) is een Curaçaos-Nederlands voetballer die bij voorkeur op het middenveld speelt. Hij verruilde FC Groningen in de zomer van 2025 voor Bandırmaspor. Bacuna maakte in 2016 zijn debuut als international voor het Curaçaos voetbalelftal. Zijn broer Juninho is ook profvoetballer. 

## Clubcarrière

### FC Groningen
Bacuna komt uit de jeugdopleiding van FC Groningen. Hij viel op bij Eurovoetbal-toernooien, waarin hij onder meer in een wedstrijd tegen ZMVV Zeerobben zes keer scoorde. In de jeugd van FC Groningen speelde hij op verschillende posities, zowel op het middenveld als in de aanval. Bacuna debuteerde op 30 augustus 2009 in de hoofdmacht van FC Groningen in een Eredivisiewedstrijd, tegen PSV. Op 28 oktober 2009 maakte hij zijn eerste doelpunt in het profvoetbal in een wedstrijd om de KNVB beker uit bij Vitesse. Groningen won die dag met 1–5. Drie dagen later begon Bacuna in de basis in een competitiewedstrijd tegen AZ. Hij scoorde zijn eerste competitiedoelpunt in het betaald voetbal in een wedstrijd tegen Heracles Almelo op 6 november 2009. FC Groningen won deze met 4–1.
In het seizoen 2010/11 speelde Bacuna 24 competitiewedstrijden, vier play-offduels en drie bekerwedstrijden. Hij scoorde daarin twee keer. Met FC Groningen behaalde hij bijna Europees voetbal, maar na een verloren strafschoppenserie in de play-offs, pakte ADO Den Haag het laatste Europa League-ticket.

### Aston Villa
Bacuna tekende op 13 juni 2013 een driejarig contract bij Aston Villa. Dat betaalde €1.030.000,- euro voor hem aan FC Groningen. Bacuna maakte zijn eerste doelpunt voor Aston Villa op 28 september 2013, tegen Manchester City. Hij gaf die wedstrijd ook zijn eerste assist voor de club, op Karim El Ahmadi, en werd naderhand uitgeroepen tot man van de wedstrijd. Bacuna scoorde vijf keer in zijn debuutseizoen in de Premier League en werd vijftiende. In zijn tweede seizoen kwam Bacuna een stuk minder aan spelen toe. Hij kwam in 19 competitiewedstrijden in actie, vooral als invaller. Hij speelde wel alle wedstrijden in de FA Cup, waarin het tot de finale kwam maar verloor van Arsenal. In de competitie werd Aston Villa zeventiende, nipt boven de degradatiestreep. 
Hoewel hij die zomer zijn contract tot de zomer van 2020 verlengde, degradeerde hij het daaropvolgende seizoen alsnog uit de Premier League. Bacuna speelde wel 31 van de 38 competitiewedstrijden, als rechtsback, rechtermiddenvelder, centrale en aanvallende middenvelder, linksback en zelfs centrale verdediger. Het jaar erop werd Aston Villa in de Championship teleurstellend twaalfde. Het zou zijn laatste seizoen worden voor Aston Villa. Hij kwam tot 131 wedstrijden voor Aston Villa, waarin hij goed was voor acht goals en acht assists.

### Reading
Bacuna tekende in augustus 2017 een contract tot medio 2021 bij Reading, de nummer drie van de Championship in het voorgaande seizoen. Daar trof hij landgenoten in zowel trainer Jaap Stam als ploeggenoten Danzell Gravenberch, Joey van den Berg, Roy Beerens en Pelle Clement. Hij maakte op 19 augustus tegen Preston North End zijn debuut voor Reading. Drie dagen later scoorde hij in de EFL Cup tegen Millwall zijn eerste doelpunt voor Reading. Hij eindigde als twintigste, wat genoeg was voor handhaving. Aan de start van zijn tweede seizoen bij Reading speelde hij alles. In december 2018 was hij zelfs een aantal wedstrijden aanvoerder van Reading door afwezigheid van vaste captain Liam Moore. Hij speelde in anderhalf jaar tijd 66 wedstrijden voor Reading en was daarin goed voor vijf goals en zeven assists.

### Cardiff City
Bacuna tekende in januari 2019 een contract bij Cardiff City, dat hem vastlegde voor drieënhalf jaar. Zo keerde hij na tweeënhalf jaar terug in de Premier League, hoewel Cardiff vanaf zijn komst al streed tegen degradatie. Hij maakte op 2 februari tegen AFC Bournemouth zijn debuut voor Cardiff. Hij speelde elf competitiewedstrijden, maar wist Cardiff niet van de achttiende plek af te krijgen. Hij keerde daarom binnen een halfjaar terug in de Championship. Na een ruwe start, waarin het half november zelfs even zestiende stond, eindigde Bacuna met Cardiff als vijfde, wat play-offs voor promotie betekende. Hierin werd het over twee wedstrijden verslagen door Fulham.  
Op 2 maart 2021 scoorde Bacuna twee goals in een 4-0 overwinning op Derby County. Het waren zijn eerste en enige doelpunten van het seizoen. Cardiff eindigde als achtste, wat niet genoeg was voor play-offdeelname. Hoewel Bacuna zijn derde seizoen in Wales goed begon met een goal in de tweede speelronde tegen Blackpool, raakte hij op de laatste wedstrijd van het kalenderjaar 2021 geblesseerd, waardoor hij de rest van het seizoen moest missen en zijn contract afliep. In totaal kwam Bacuna tot 115 wedstrijden voor Cardiff, waarin hij tot vier goals en drie assists kwam. 

### Watford
Na een halfjaar zonder club te zitten, sloot Bacuna zich in december 2022 aan bij Watford. Daar maakte hij op 17 december, bijna een jaar na zijn laatste wedstrijd, zijn debuut voor Watford tegen Huddersfield Town, dat met 0-2 verslagen werd. Bacuna kwam tot vijftien wedstrijden voor Bacuna, waarna zijn contract afliep bij Watford. 

### FC Groningen
In de zomer van 2023 tekende de op dat moment 31-jarige Bacuna, in zijn geboorteplaats, een contract voor twee seizoenen bij zijn eerste profclub FC Groningen, waar hij tien jaar geleden vertrokken was. Groningen was het seizoen ervoor gedegradeerd naar de Eerste divisie en stelde Bacuna als aanvoerder om de club terug te brengen in de competitie. Hij speelde de eerste twaalf wedstrijden alles vanaf het middenveld, maar verdween daarna een maandje uit de basisopstelling. In december stelde trainer Dick Lukkien op als rechtsback, waar hij de rest van het seizoen bleef staan. Op 1 april 2024 scoorde hij tegen FC Emmen zijn eerste en enige doelpunt van het seizoen. Op 10 mei dwong Bacuna in de laatste speelronde promotie naar de Eredivisie af door in een rechtstreeks duel met nummer twee Roda JC met 2-0 te winnen. Daar had hij met een goal en een assist in 33 competitiewedstrijden een groot aandeel in.
Terug in de Eredivisie speelde Bacuna in 31 van de 34 competitiewedstrijden mee. De aanvoerder had met vier goals en drie assists een belangrijk aandeel in de succesvolle terugkeer in de Eredivisie. 

### Bandirmarspor
In de zomer van 2025 tekende Bacuna voor twee seizoenen bij Bandırmaspor. 

## Clubstatistieken
| Seizoen        | Club           | Competitie     | Competitie | Competitie | Beker | Beker | Overig | Overig | Totaal | Totaal |
| Seizoen        | Club           | Competitie     | Wed.       | Dlp.       | Wed.  | Dlp.  | Wed.   | Dlp.   | Wed.   | Dlp.   |
| -------------- | -------------- | -------------- | ---------- | ---------- | ----- | ----- | ------ | ------ | ------ | ------ |
| 2009/10        | FC Groningen   | Eredivisie     | 20         | 2          | 2     | 1     | 2      | 0      | 24     | 3      |
| 2010/11        | FC Groningen   | Eredivisie     | 24         | 0          | 3     | 0     | 4      | 2      | 31     | 2      |
| 2011/12        | FC Groningen   | Eredivisie     | 32         | 7          | 1     | 0     | –      | –      | 33     | 7      |
| 2012/13        | FC Groningen   | Eredivisie     | 33         | 5          | 3     | 0     | 2      | 0      | 38     | 5      |
| 2013/14        | Aston Villa    | Premier League | 35         | 5          | 3     | 0     | –      | –      | 38     | 5      |
| 2014/15        | Aston Villa    | Premier League | 19         | 0          | 7     | 1     | –      | –      | 26     | 1      |
| 2015/16        | Aston Villa    | Premier League | 31         | 1          | 4     | 0     | –      | –      | 35     | 1      |
| 2016/17        | Aston Villa    | Championship   | 30         | 1          | 1     | 0     | –      | –      | 31     | 1      |
| 2017/18        | Aston Villa    | Championship   | 1          | 0          | 0     | 0     | –      | –      | 1      | 0      |
| 2017/18        | Reading        | Championship   | 33         | 1          | 5     | 1     | –      | –      | 38     | 2      |
| 2018/19        | Reading        | Championship   | 26         | 3          | 2     | 0     | –      | –      | 28     | 3      |
| 2018/19        | Cardiff City   | Premier League | 11         | 0          | 0     | 0     | –      | –      | 11     | 0      |
| 2019/20        | Cardiff City   | Championship   | 41         | 1          | 2     | 0     | 2      | 0      | 45     | 1      |
| 2020/21        | Cardiff City   | Championship   | 42         | 2          | 2     | 0     | –      | –      | 44     | 2      |
| 2021/22        | Cardiff City   | Championship   | 15         | 1          | 0     | 0     | –      | –      | 15     | 1      |
| 2022/23        | Watford        | Championship   | 14         | 0          | 1     | 0     | –      | –      | 15     | 0      |
| 2023/24        | FC Groningen   | Eerste divisie | 33         | 1          | 5     | 0     | –      | –      | 38     | 1      |
| 2024/25        | FC Groningen   | Eredivisie     | 31         | 4          | 2     | 1     | –      | –      | 33     | 5      |
| 2025/26        | Bandırmaspor   | 1. Lig         | 1          | 0          | 0     | 0     | 0      | 0      | 1      | 0      |
| Carrièretotaal | Carrièretotaal | Carrièretotaal | 473        | 34         | 42    | 4     | 10     | 2      | 525    | 40     |

## Interlandcarrière
Na zijn debuut in de Eredivisie viel Bacuna op 12 november 2009 een half uur voor tijd in bij het Nederlands voetbalelftal onder 19. Deze wedstrijd werd gewonnen met 1–0. Twee dagen later, in een wedstrijd tegen Cyprus, speelde hij de hele wedstrijd.
Bacuna werd in 2011 geselecteerd voor Jong Oranje. Hiervoor debuteerde hij op 6 oktober van dat jaar in een met 1–0 gewonnen wedstrijd tegen Jong Oostenrijk. In maart 2016 maakte Bacuna zijn debuut in het Curaçaos voetbalelftal. Met Curaçao won hij op 25 juni 2017 de finale van de Caribbean Cup 2017 door Jamaica met 2–1 te verslaan. In 2019 maakte hij het eerste doelpunt ooit van Curaçao in de CONCACAF Gold Cup, in een interland tegen Honduras.

## Persoonlijk
Leandro Bacuna is de oudere broer van Juninho Bacuna, die in 2015 debuteerde in het betaald voetbal voor FC Groningen.

## Erelijst
| Competitie    | Winnaar | Winnaar | Runner-up | Runner-up | Derde   | Derde   |
| Competitie    | Aantal  | Jaren   | Aantal    | Jaren     | Aantal  | Jaren   |
| Curaçao       | Curaçao | Curaçao | Curaçao   | Curaçao   | Curaçao | Curaçao |
| ------------- | ------- | ------- | --------- | --------- | ------- | ------- |
| Caribbean Cup | 1x      | 2017    |           |           |         |         |
| King's Cup    | 1x      | 2019    |           |           |         |         |